# Pepa San Martín

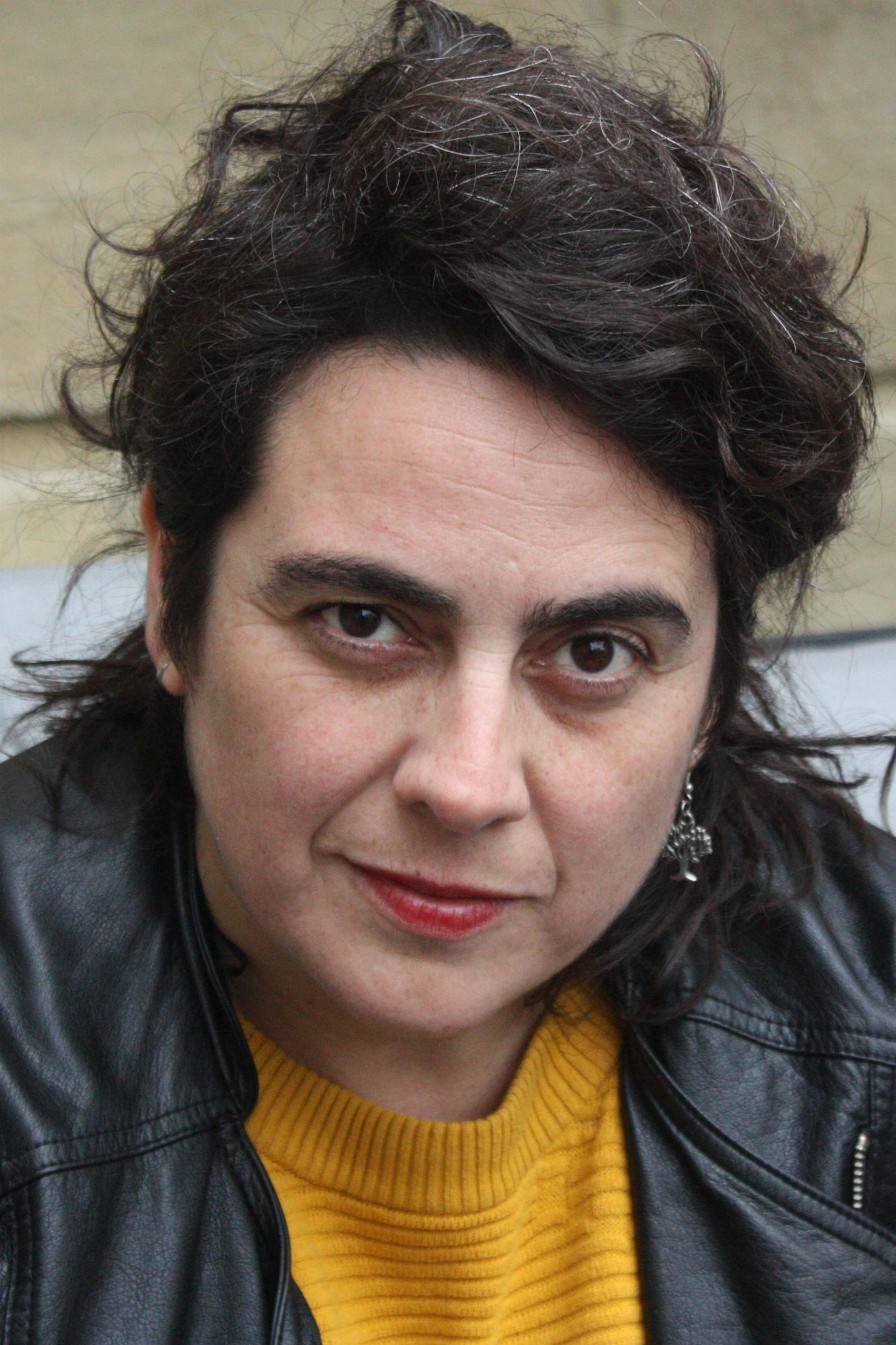
Pepa San Martin

María José San Martín, mais conhecida como Pepa San Martín (Curicó, março de 1974), é uma cineasta chilena que atua como diretora, atriz, roteirista e assistente de diretora. Estudou Atuação e participou de inúmeras produções teatrais como Atriz e diretora. Estreou como diretora com o curta-metragem La ducha, vencedor do Prêmio DAAD na Berlinale, que lhe rendeu uma residência criativa em Berlim. Isso, por sua vez, a levou a seu segundo curta, Gleisdreieck. Estreou em longa-metragem com Rara, que recebeu Menção Especial do Júri da Geração kPlus e Prêmio Horizontes Latinos da 64ª edição do Festival de San Sebastián.

## Biografia
Começou a estudar Atuação e teatro em Santiago (Chile), logo na sua cidade natal Curicó. Mais tarde conheceu a diretora Alicia Scherson e foi convidada para fazer um teste em seu filme, Pepa participou o casting e terminou sendo convidada para ser assistente de direção. Segundo a própria Pepa, desde o dia que entrou em seu primeiro set de filmagem deixou o teatro para trás e se apaixonou pelo cinema, realizando mais de 28 filmes, programas de televisão, comerciais e outras peças audiovisuais e trabalhando com diretores como José Luis Torres Leiva e Alejandro Fernández Almendras.

## Filmografia
- La Ducha (curta), 2011, co-roteirizada com Alicia Scherson, foi premiada na 61ª edição do Festival de Berlim. A sinopse: Elisa mora com Manuela há cinco anos, mas elas precisam se separar. Esta é a última manhã que passam juntas, onde tentarão em vão se despedir. Nuas, entre o vapor do chuveiro, passarão pelas lutas domésticas, pelo carinho, pela raiva, pela culpa, pelas piadas e pelas tristezas; elas se olham em detalhes, tentando captar os últimos fragmentos de uma relação que se desmancha, que vai com a água.[2]
- Gleisdreieck (curta, 9min), também é um filme LGBT, é uma história sobre o amor, suas diferentes formas e as mentiras que se contam em seu nome. Num estilo audiovisual austero, onde a história se desenrola apoiada na atuação dos seus três personagens. Dois apartamentos muito diferentes localizados em lados opostos de Berlim, os que Hedda viaja para visitar Petra e Zazie.[3]
- Rara estreou em outubro de 2016 e foi um sucesso de público, permanecendo mais de 7 semanas em cartaz no Chile.[4] A trama gira em torno de Sara, uma menina de 12 anos que vive os conflitos de sua idade, como estar indecisa sobre ser apaixonada por um menino da escola, dar aporte a sua irmã mais nova e assimilar o relacionamento lésbico que sua mãe está vivendo. Enquanto é possível que uma juíza ordene que ela e sua irmã vivam com o pai. Este filme é baseado na história real da juíza Karen Atala de quem o estado tirou a guarda das filhas por sua orientação sexual. Na Alemanha, o filme ganhou o Grande Prêmio do Júri na Berlinale; na Espanha, o Prêmio Horizontes Latinos no Festival de Cinema de San Sebastián e o Prêmio Sebastiane que distingue o melhor filme LGBT, no mesmo festival.[4]

### Assistente de Direção
- Kiltro (Ernesto Díaz Espinoza, 2006)
- El rey de los huevones (Boris Quercia, 2006)
- Malta con Huevo (Cristobal Valderrama, 2007)
- Radio Corazón (Roberto Artiagoitía, 2007)
- Monvoisin (Mario Velasco, 2009)
- Ilusões Óticas (Cristián Jiménez, 2009)
- La Lección de Pintura (Pablo Perelman, 2011)
- La Pasión de Michelangelo (Esteban Larraín, 2013)
- Un puñado de cerezas (Rosa Cáceres, 2014)
- Un caballo llamado Elefante (Andrés Waissbluth, 2016)